# Idiops siolii
Idiops siolii is een spinnensoort in de taxonomische indeling van de valdeurspinnen (Idiopidae).
Het dier behoort tot het geslacht Idiops. De wetenschappelijke naam van de soort werd voor het eerst geldig gepubliceerd in 1953 door Bücherl.